# María Teresa Francville
María Teresa Francville Domínguez (Santo Domingo, 1987) è una modella italiana, incoronata Miss Universo Italia il 16 aprile 2005. Ha quindi rappresentato l'Italia a Miss Universo 2005 il 31 maggio 2005, a Bangkok, dove però non è riuscita ad entrare nella rosa delle quindici finaliste.
Di origini dominicane, la Francville aveva il passaporto italiano da soltanto un anno quando è stata incoronata.
In seguito all'esperienza nei concorsi di bellezza, Maria Teresa Francville ha preso parte in veste di valletta al cast della trasmissione televisiva Uomo e Gentiluomo di Rai Uno, condotta da Milly Carlucci.

## Filmografia
- Mae West, regia di Charles Guérin Surville (2013) - cortometraggio